# Амерички жиголо
Амерички жиголо (енгл. American Gigolo) америчка је криминалистичка драма редитеља Пола Шредера из 1980. године са Ричардом Гиром и Лорен Хатон у главним улогама.

## Радња
Џулијан Кеј (Ричард Гир) отмен је и скуп холивудски жиголо. Има све што се може пожелети: ауто, стан, новац, одећу и лепе жене. Једне вечери, упознаје се са Мишел (Лорен Хатон), женом успешног политичара, и временом се између њих двоје развија љубав. Проблем у његовом животу настаје када замењујући другог жигола, одлази код човека који од њега тражи да садистички води љубав са његовом женом док их он посматра. Након неколико дана, та иста жена бива пронађена мртва, а Џулијан постаје главни осумњичени.

## Улоге
| Глумац           | Улога               |
| ---------------- | ------------------- |
| Ричард Гир       | Џулијан Кеј         |
| Лорен Хатон      | Мишел Стратон       |
| Хектор Елизондо  | Детектив Џон Сандеј |
| Нина Ван Паландт | Ана                 |
| Бил Дјук         | Леон                |